# Ізмайлово (Матвієвський район)
Ізма́йлово (рос. Измайлово) — присілок у складі Матвієвського району Оренбурзької області, Росія.
Стара назва — Ізмайловка.

## Населення
Населення — 31 особа (2010; 69 у 2002).
Національний склад (станом на 2002 рік):
- росіяни — 49 %